# Tone mapping
Tone Mapping är en teknik inom bildbehandling för att översätta en uppsättning färger till en annan. Typiskt används detta för efterbehandling av HDR-fotografier, för att komprimera ett stort dynamiskt färgområde till ett mer begränsat färgområde som kan visas på en skärm eller utskrift.